# Чемпионат мира по футболу 2016 среди девушек до 20 лет
Восьмой Чемпионат мира по футболу среди девушек до 20 лет проходил в Папуа — Новой Гвинее с 13 ноября по 3 декабря 2016 года. Победу на турнире во второй раз в своей истории одержала сборная КНДР.

## Участники
| Конфедерация | Отборочный турнир                                           | Сборные              |
| ------------ | ----------------------------------------------------------- | -------------------- |
| АФК          | Чемпионат Азии по футболу 2015 (девушки до 19 лет)          | Япония               |
| АФК          | Чемпионат Азии по футболу 2015 (девушки до 19 лет)          | КНДР                 |
| АФК          | Чемпионат Азии по футболу 2015 (девушки до 19 лет)          | Республика Корея     |
| КАФ          | Отборочный турнир Африки                                    | Гана                 |
| КАФ          | Отборочный турнир Африки                                    | Нигерия              |
| КОНКАКАФ     | Чемпионат КОНКАКАФ 2015 (девушки до 20 лет)                 | Канада               |
| КОНКАКАФ     | Чемпионат КОНКАКАФ 2015 (девушки до 20 лет)                 | Мексика              |
| КОНКАКАФ     | Чемпионат КОНКАКАФ 2015 (девушки до 20 лет)                 | США                  |
| КОНМЕБОЛ     | Чемпионат Южной Америки по футболу 2015 (девушки до 20 лет) | Бразилия             |
| КОНМЕБОЛ     | Чемпионат Южной Америки по футболу 2015 (девушки до 20 лет) | Венесуэла            |
| ОФК          | Страна-организатор                                          | Папуа — Новая Гвинея |
| ОФК          | Чемпионат Океании по футболу 2015 (девушки до 20 лет)       | Новая Зеландия       |
| УЕФА         | Чемпионат Европы по футболу 2015 (девушки до 19 лет)        | Франция              |
| УЕФА         | Чемпионат Европы по футболу 2015 (девушки до 19 лет)        | Германия             |
| УЕФА         | Чемпионат Европы по футболу 2015 (девушки до 19 лет)        | Испания              |
| УЕФА         | Чемпионат Европы по футболу 2015 (девушки до 19 лет)        | Швеция               |

## Финальный турнир

### Жеребьёвка
Жеребьёвка финального турнира состоялась 17 марта 2016 года в штаб-квартире ФИФА в Цюрихе.
16 сборных были разделены на четыре корзины. Команды из одной конфедерации не могли попасть в одну группу.
| Корзина 1                                         | Корзина 2                                    | Корзина 3                                      | Корзина 4                             |
| ------------------------------------------------- | -------------------------------------------- | ---------------------------------------------- | ------------------------------------- |
| - Папуа — Новая Гвинея - Германия - США - Нигерия | - КНДР - Япония - Франция - Республика Корея | - Новая Зеландия - Бразилия - Мексика - Канада | - Гана - Швеция - Испания - Венесуэла |

### Групповой этап

#### Регламент
Победители каждой из четырёх групп, а также команды, занявшие вторые места, выходят в четвертьфинал турнира. Положение команд в турнирной таблице определяется по следующим показателям:
1. Количество очков, набранных во всех матчах группового этапа;
2. Разница мячей, забитых и пропущенных во всех матчах группового этапа;
3. Количество забитых мячей во всех матчах группового этапа.

При равенстве трёх основных показателей у двух или более команд, положение в таблице определяется по следующим показателям:
1. Количество очков, набранных рассматриваемыми командами в матчах группового этапа между собой;
2. Разница мячей, забитых и пропущенных рассматриваемыми командами в матчах группового этапа между собой;
3. Количество забитых рассматриваемыми командами мячей в матчах группового этапа между собой;
4. Очки fair play по итогам всех матчей команды:
  - жёлтая карточка: −1 очко;
  - удаление за две жёлтые карточки: −3 очка;
  - прямая красная карточка: −4 очка;
  - жёлтая карточка + прямая красная карточка: −5 очков;
5. Жребий, проводимый Организационным комитетом ФИФА.

Время указано местное (UTC+10:00).
| Цветовые обозначения                   |
| -------------------------------------- |
| Сборная прошла в четвертьфинал турнира |

#### Группа A
| М | Команда              | И | В | Н | П | Мячи   | ±   | О |
| - | -------------------- | - | - | - | - | ------ | --- | - |
| 1 | КНДР                 | 3 | 3 | 0 | 0 | 13 − 3 | +10 | 9 |
| 2 | Бразилия             | 3 | 1 | 1 | 1 | 12 − 5 | +7  | 4 |
| 3 | Швеция               | 3 | 1 | 1 | 1 | 7 − 3  | +4  | 4 |
| 4 | Папуа — Новая Гвинея | 3 | 0 | 0 | 3 | 1 − 22 | −21 | 0 |

| Швеция | 0:2  | КНДР                              |
| ------ | ---- | --------------------------------- |
|        | ФИФА | Ли Хьян Сим 25′ · Ким Со Хьян 48′ |

| Папуа — Новая Гвинея | 0:9  | Бразилия                                                                                             |
| -------------------- | ---- | --- |
|                      | ФИФА | Дуда 6′ · Габи Нунес 11′, 70′ · Брена 17′, 24′ (пен.) · Ясмим 45+1′, 66′ · Катрине 45+3′ · Гейзе 49′ |

| КНДР                                                                         | 4:2  | Бразилия                          |
| ---------------------------------------------------------------------------- | ---- | --------------------------------- |
| У Соль Гён 20′ · Ли Хьян Сим 35′ · Карла 40′ (авт.) · Чон Со Ён 45+6′ (пен.) | ФИФА | Габи Нунес 29′ · Брена 51′ (пен.) |

| Папуа — Новая Гвинея | 0:6  | Швеция                                                            |
| -------------------- | ---- | ----------------------------------------------------------------- |
|                      | ФИФА | Блакстениус 8′, 43′, 58′, 72′ · Юханна Канерюд 75′ · Анвегорд 82′ |

| КНДР                                                                                               | 7:1  | Папуа — Новая Гвинея |
| -------------------------------------------------------------------------------------------------- | ---- | -------------------- |
| Ли Ын Сим 7′ · Ким Со Хьян 37′, 45+4′, 53′ · Чу Хё Сим 45+3′ · Ви Чон Сим 65′ · Сун Хьян Сим 90+1′ | ФИФА | Николетт Агева 16′   |

| Бразилия       | 1:1  | Швеция          |
| -------------- | ---- | --------------- |
| Габи Нунес 31′ | ФИФА | Блакстениус 14′ |

#### Группа B
| М | Команда | И | В | Н | П | Мячи   | ±   | О |
| - | ------- | - | - | - | - | ------ | --- | - |
| 1 | Япония  | 3 | 2 | 0 | 1 | 11 − 1 | +10 | 6 |
| 2 | Испания | 3 | 2 | 0 | 1 | 7 − 2  | +5  | 6 |
| 3 | Нигерия | 3 | 2 | 0 | 1 | 5 − 8  | −3  | 6 |
| 4 | Канада  | 3 | 0 | 0 | 3 | 1 − 13 | −12 | 0 |

| Испания                                                                              | 5:0  | Канада |
| ------------------------------------------------------------------------------------ | ---- | ------ |
| Мариона Кальдентей 2′ · Люсия Гарсия 30′, 90+5′ · Бонмати 58′ · Патрисия Гихарро 87′ | ФИФА |        |

| Япония                                             | 6:0  | Нигерия |
| -------------------------------------------------- | ---- | ------- |
| Юка Момики 34′, 51′, 56′ · Мами Уэно 37′, 62′, 82′ | ФИФА |         |

| Испания                       | 1:0  | Япония |
| ----------------------------- | ---- | ------ |
| Мариона Кальдентей 81′ (пен.) | ФИФА |        |

| Нигерия                                                   | 3:1  | Канада    |
| --------------------------------------------------------- | ---- | --------- |
| Чиназа Ученду 45+1′ (пен.) · Джой Бокири 46′ · Ихезуо 73′ | ФИФА | Карль 15′ |

| Нигерия                          | 2:1  | Испания          |
| -------------------------------- | ---- | ---------------- |
| Ихуома Оньебучи 12′ · Ихезуо 72′ | ФИФА | Альба Редондо 7′ |

| Канада | 0:5  | Япония                                                                 |
| ------ | ---- | ---------------------------------------------------------------------- |
|        | ФИФА | Хасэгава 26′, 51′ · Мами Уэно 42′ · Хонока Хаяси 47′ · Хина Сугита 73′ |

#### Группа C
| М | Команда        | И | В | Н | П | Мячи  | ±  | О |
| - | -------------- | - | - | - | - | ----- | -- | - |
| 1 | США            | 3 | 1 | 2 | 0 | 4 − 2 | +2 | 5 |
| 2 | Франция        | 3 | 1 | 2 | 0 | 4 − 2 | +2 | 5 |
| 3 | Новая Зеландия | 3 | 1 | 0 | 2 | 2 − 5 | −3 | 3 |
| 4 | Гана           | 3 | 0 | 2 | 1 | 3 − 4 | −1 | 2 |

| Франция | 0:0  | США |
| ------- | ---- | --- |
|         | ФИФА |     |

| Гана | 0:1  | Новая Зеландия       |
| ---- | ---- | -------------------- |
|      | ФИФА | Тейла Кристенсен 89′ |

| Франция                                   | 2:2  | Гана                                    |
| ----------------------------------------- | ---- | --------------------------------------- |
| Дельфин Каскарино 30′ · Клара Матео 90+5′ | ФИФА | Сандра Овусу-Анса 44′ · Джейн Айеям 65′ |

| Новая Зеландия     | 1:3  | США                                     |
| ------------------ | ---- | --------------------------------------- |
| Изабелла Кумбс 76′ | ФИФА | Эшли Санчес 3′ · Пью 8′ · Элли Уотт 82′ |

| Новая Зеландия | 0:2  | Франция                                 |
| -------------- | ---- | --------------------------------------- |
|                | ФИФА | Мари-Шарлотт Леже 17′ · Клара Матео 47′ |

| США             | 1:1  | Гана                   |
| --------------- | ---- | ---------------------- |
| Мэллори Пью 22′ | ФИФА | Кейси Мёрфи 20′ (авт.) |

#### Группа D
| М | Команда          | И | В | Н | П | Мячи  | ±  | О |
| - | ---------------- | - | - | - | - | ----- | -- | - |
| 1 | Германия         | 3 | 3 | 0 | 0 | 8 − 1 | +7 | 9 |
| 2 | Мексика          | 3 | 2 | 0 | 1 | 5 − 5 | 0  | 6 |
| 3 | Республика Корея | 3 | 1 | 0 | 2 | 3 − 4 | −1 | 3 |
| 4 | Венесуэла        | 3 | 0 | 0 | 3 | 3 − 9 | −6 | 0 |

| Германия                             | 3:1  | Венесуэла             |
| ------------------------------------ | ---- | --------------------- |
| Маделин Гир 2′, 45′ · Леа Шюллер 51′ | ФИФА | Мариана Спекмайер 26′ |

| Мексика                                 | 2:0  | Республика Корея |
| --------------------------------------- | ---- | ---------------- |
| Жаклен Кроутер 56′ · Киана Паласиос 89′ | ФИФА |                  |

| Германия                                     | 3:0  | Мексика |
| -------------------------------------------- | ---- | ------- |
| Штефани Сандерс 48′, 85′ · Саския Матейс 67′ | ФИФА |         |

| Республика Корея                                          | 3:0  | Венесуэла |
| --------------------------------------------------------- | ---- | --------- |
| Намгун Е Чи 77′ (пен.) · Хан Чхе Лин 80′ · Ким Сон Ми 90′ | ФИФА |           |

| Республика Корея | 0:2  | Германия                               |
| ---------------- | ---- | -------------------------------------- |
|                  | ФИФА | Дина Оршманн 13′ · Штефани Сандерс 25′ |

| Венесуэла                             | 2:3  | Мексика                                      |
| ------------------------------------- | ---- | -------------------------------------------- |
| Габриэла Гарсия 55′ · Кика Морено 83′ | ФИФА | Киана Паласиос 4′, 10′ · Тереза Гонсалес 53′ |

### Плей-офф

#### Сетка
|  | Четвертьфинал   | Четвертьфинал      |                 |   | Полуфинал         | Полуфинал         |  |  | Финал | Финал |
|  |                 |                    |                 |   |                   |                   |  |  |       |       |
|  | 24 ноября       |                    |                 |   |                   |                   |  |  |       |       |
|  |                 |                    |                 |   |                   |                   |  |  |       |       |
|  | КНДР (доп. вр.) | 3                  |                 |   |                   |                   |  |  |       |       |
|  | КНДР (доп. вр.) | 3                  | 29 ноября       |   |                   |                   |  |  |       |       |
|  | Испания         | 2                  |                 |   |                   |                   |  |  |       |       |
|  | Испания         | 2                  | КНДР (доп. вр.) | 2 |                   |                   |  |  |       |       |
|  | 25 ноября       |                    | КНДР (доп. вр.) | 2 |                   |                   |  |  |       |       |
|  |                 | США                | 1               |   |                   |                   |  |  |       |       |
|  | США             | США                | 1               | 2 |                   |                   |  |  |       |       |
|  | США             |                    | 3 декабря       | 2 |                   |                   |  |  |       |       |
|  | Мексика         | 1                  |                 |   |                   |                   |  |  |       |       |
|  | Мексика         | 1                  | КНДР            | 3 |                   |                   |  |  |       |       |
|  | 24 ноября       |                    | КНДР            | 3 |                   |                   |  |  |       |       |
|  |                 | Франция            | 1               |   |                   |                   |  |  |       |       |
|  | Япония          | Франция            | 1               | 3 |                   |                   |  |  |       |       |
|  | Япония          | 29 ноября          |                 | 3 |                   |                   |  |  |       |       |
|  | Бразилия        | 1                  |                 |   |                   |                   |  |  |       |       |
|  | Бразилия        | 1                  | Япония          | 1 |                   |                   |  |  |       |       |
|  | 25 ноября       |                    | Япония          | 1 |                   |                   |  |  |       |       |
|  |                 | Франция (доп. вр.) | 2               |   | Матч за 3-е место | Матч за 3-е место |  |  |       |       |
|  | Германия        | Франция (доп. вр.) | 2               | 0 | Матч за 3-е место | Матч за 3-е место |  |  |       |       |
|  | Германия        |                    | 3 декабря       | 0 |                   |                   |  |  |       |       |
|  | Франция         | 1                  |                 |   |                   |                   |  |  |       |       |
|  | Франция         | 1                  | США             | 0 |                   |                   |  |  |       |       |
|  |                 |                    |                 |   |                   |                   |  |  |       |       |
|  | Япония          | 1                  |                 |   |                   |                   |  |  |       |       |
|  | Япония          | 1                  |                 |   |                   |                   |  |  |       |       |

#### Четвертьфиналы
| КНДР                                                | 3:2 (доп. вр.) | Испания                               |
| --------------------------------------------------- | -------------- | ------------------------------------- |
| Чу Хё Сим 18′ · Ли Хьян Сим 30′ · Ким Пхён Хва 106′ | ФИФА           | Наикари Гарсия 38′ · Люсия Гарсия 63′ |

| Япония                                     | 3:1  | Бразилия                |
| ------------------------------------------ | ---- | ----------------------- |
| Мияби Мория 45+2′ · Сихо Мацубара 50′, 68′ | ФИФА | Габи Нунес 90+1′ (пен.) |

| США                              | 2:1  | Мексика          |
| -------------------------------- | ---- | ---------------- |
| Элли Уотт 81′ · Келси Хедж 90+3′ | ФИФА | Мария Санчес 66′ |

| Германия | 0:1  | Франция               |
| -------- | ---- | --------------------- |
|          | ФИФА | Дельфин Каскарино 16′ |

#### Полуфиналы
| КНДР                                   | 2:1 (доп. вр.) | США                 |
| -------------------------------------- | -------------- | ------------------- |
| Чон Со Ён 50′ (пен.) · Ли Хьян Сим 91′ | ФИФА           | Натали Джейкобс 89′ |

| Япония                 | 1:2 (доп. вр.) | Франция                             |
| ---------------------- | -------------- | ----------------------------------- |
| Юка Момики 109′ (пен.) | ФИФА           | Клара Матео 99′ · Жюлиан Гатра 101′ |

#### Матч за 3-е место
| США | 0:1  | Япония        |
| --- | ---- | ------------- |
|     | ФИФА | Мами Уэно 87′ |

#### Финал
| КНДР                                                     | 3:1  | Франция          |
| -------------------------------------------------------- | ---- | ---------------- |
| Ви Чон Сим 30′ · Ким Пхён Хва 55′ · Чон Со Ён 87′ (пен.) | ФИФА | Онема Гейоро 17′ |

## Чемпион
| Чемпион мира среди девушек U-20 2016 |
| ------------------------------------ |
| КНДР Второй титул                    |